# Lijst van voetbalinterlands Canada - Singapore
Deze lijst van voetbalinterlands is een overzicht van alle officiële voetbalwedstrijden tussen de nationale teams van Canada en Singapore. De landen speelden tot op heden twee keer tegen elkaar. De eerste ontmoeting, een vriendschappelijke wedstrijd, werd gespeeld in Singapore op 24 augustus 1986. Het laatste duel, eveneens een vriendschappelijke wedstrijd, vond plaats op 6 september 1986 in Singapore.

## Wedstrijden
| № | Plaats    | Datum            | Competitie        | Wedstrijd          | Uitslag |
| - | --------- | ---------------- | ----------------- | ------------------ | ------- |
| 1 | Singapore | 24 augustus 1986 | Vriendschappelijk | Singapore – Canada | 0 – 1   |
| 2 | Singapore | 6 september 1986 | Vriendschappelijk | Canada – Singapore | 1 – 0   |

## Samenvatting
| Competitie        | Totaal gespeeld | Winst Canada | Gelijk | Winst Singapore | Doelsaldo Canada – Singapore |
| ----------------- | --------------- | ------------ | ------ | --------------- | ---------------------------- |
| Vriendschappelijk | 2               | 2            | 0      | 0               | 2 − 0                        |
| Totaal            | 2               | 2            | 0      | 0               | 2 − 0                        |

Wedstrijden bepaald door strafschoppen worden, in lijn met de FIFA, als een gelijkspel gerekend.